# LeRoy Samse
LeRoy Perry Samse (Kokomo, 13 september 1883 – Sherman Oaks, 1 mei 1956) was een Amerikaanse atleet, die was gespecialiseerd in het polsstokhoogspringen. Hij had het wereldrecord in handen en won op de Olympische Spelen een zilveren medaille in deze discipline.

## Loopbaan
Samse won op de Olympische Spelen van 1904 in St. Louis een zilveren medaille bij het polsstokhoogspringen. Met een beste poging van 3,35 m eindigde hij achter zijn landgenoot Charles Dvorak (goud; 3,505) en voor zijn landgenoot Louis Wilkins (brons; 3,35).
Twee jaar later won hij de Amerikaanse titel in deze discipline.

## Titels
- Amerikaans kampioen polsstokhoogspringen - 1906

## Wereldrecords
| Outdoor / Indoor | Hoogte (m) | Datum      | Plaats     |
| ---------------- | ---------- | ---------- | ---------- |
| Outdoor          | 3,74       | 02.06.1906 | Chicago    |
| Outdoor          | 3,78       | 02.06.1906 | Chicago    |
| Indoor           | 3,44       | 11.03.1905 | Milwaukee  |
| Indoor           | 3,49       | 22.01.1906 | Cincinnati |

## Palmares

### polsstokhoogspringen
- 1904:  OS - 3,35 m